# Johann Friedrich Salomon Luz
Johann Friedrich Salomon Luz (* 2. August 1744 in Obernbreit; † 20. Juli 1827) war ein deutscher evangelischer Pfarrer, Kirchenrat und Naturwissenschaftler.

## Leben
Johann Friedrich Salomon Luz wurde bis zu seinem 16. Lebensjahr von seinem Vater unterrichtet, besuchte ab 1760 das Gymnasium in Ansbach und studierte 1763 Theologie an der Universität in Tübingen. Nach bestandenem Studium wurde er Vikar in Herrnbergtheim, Obernbreit, Mainbernheim und in Gunzenhausen, wo er 1774/1775 die Stelle als Oberkaplan erhielt.
Zuletzt wirkte Luz im Dekanat Wassertrüdingen als Prodekan und Pfarrer in Unterschwaningen.
Johann Friedrich Salomon Luz war seit 10. Dezember 1776 verheiratet mit Friederike Luz, geborene Hoffmann (1755–1827), und hatte 1 Sohn und 1 Tochter.
Sein Sohn Helwig Johann Conrad Luz wurde Ministerialrat im bayerischen Staatsministerium der Finanzen. Seine Tochter Dorothea (Doris) (1781–1859) war die Ehefrau des Botanikers Karl Friedrich Christoph Wilhelm Schnizlein (1780–1856) und Mutter des Botanikers Adalbert Schnizlein.
Johann Friedrich Salomon Luz beschäftigte sich als Autodidakt ausgiebig mit Mechanik und Experimentalphysik, baute u. a. Barometer, Thermometer und Eudiometer, Blitzableiter, Fernrohre, Mikroskope und Luftpumpen und veröffentlichte seine Erkenntnisse darüber in diversen Bauanleitungen.
Am 29. November 1796 wurde er mit dem Beinamen Timochares zum Mitglied (Matrikel-Nr. 1001) der Gelehrtenakademie Leopoldina gewählt.

## Schriften
- Anweisung, das Eudiometer des Herrn Abt von Fontana zu verfertigen und zum Gebrauch bequemer zu machen. ingleichen durch eine sehr einfache Einrichtung in kurzer Zeit Mineralwasser zu verfertigen. Schneider und Weigel, Nürnberg / Leipzig 1784; Digitalisat
- Unterricht vom Blitz und den Blitz- oder Wetter-Ableitern zur Belehrung und Beruhigung sonderlich der Ungelehrten und des gemeinen Mannes. Schneider, Frankfurt / Leipzig 1784; Digitalisat
- Vollständige und auf Erfahrung gegründete Beschreibung von allen sowohl bisher bekannten als auch einigen neuen Barometern, wie sie zu verfertigen, zu berichtigen und übereinstimmend zu machen, dann auch zu meteorologischen Beobachtungen und Höhenmeßungen anzuwenden. Nebst einem Anhang, seine Thermometer betreffend. Weigel & Schneider, Nürnberg / Leipzig 1784; Digitalisat
- Vollständige und auf Erfahrung gegründete Anweisung, die Thermometer zu verfertigen. Dritte mit zwei Kupfertafeln versehene Auflage, Schneider und Weigel, Nürnberg 1834; Digitalisat